# Goloboffia vellardi
Goloboffia vellardi är en spindelart som först beskrevs av Helmuth Zapfe 1961.  Goloboffia vellardi ingår i släktet Goloboffia och familjen Migidae. Inga underarter finns listade i Catalogue of Life.